# Hôtel d'Aligre (Fontainebleau)
Pour les articles homonymes, voir Hôtel d'Aligre.
L'hôtel d'Aligre est un hôtel particulier situé à Fontainebleau, en France.

## Situation et accès
L'édifice est situé au no 49 de la rue Saint-Honoré, à l'ouest du centre-ville de Fontainebleau. Plus largement, il se trouve dans le département de Seine-et-Marne, en région Île-de-France.

## Histoire
En cet endroit est d'abord érigé une grande maison, propriété de Louis Genillier, receveur du domaine de Melun. D'après une minute de Le Tellier, il vend avec son épouse, le 13 novembre 1646, une rente de 100 livres à l'hôpital de la Charité des femmes pour laquelle ils reçoivent un capital de 1 800 livres. Cette maison est hypothéquée pour garantie avec d'autres de la même rue. Dans des comptes datés du 16 juillet 1670, on compte parmi les adjudicataires « Monseigneur Étienne d'Aligre » — Étienne II d'Aligre. Un acte du 20 février 1770 établit la vente de l'hôtel par Charlotte-Marguerite d'Aligre, veuve d'Anne-Michel-Louis Lepelletier de Saint-Fargeau, à Denis Simon, huissier du ballet du roi et Anne-Louise Périn, son épouse. À la fin du XIXe siècle, l'hôtel est acquis par le dénommé Huë, président du Tribunal de Fontainebleau. Ayant acquis l'hôtel de Palmy-d'Argenson qui lui est mitoyen, il réunit ainsi une partie des anciens terrains de ce dernier au premier,.

## Structure
En 1920, une désignation des biens pour une vente sur licitation dressée le 5 mars pour une adjudication le 27 décrit ainsi la propriété :

« La maison d'habitation proprement dite, bâtie entre cour et jardin, avec aile de chaque côté, élevée en partie sur cave, en partie sur terre-plein, d'un rez-de-chaussée, d'un premier étage et d'un comble, distribué en chambres de domestiques dans l'aile droite seulement ;
Le rez-de-chaussée, comprend un vestibule d'entrée, un petit salon, une salle à manger et un office, un grand salon à gauche du vestibule, derrière lequel salon est un bûcher auquel on accède par la cour et servant de passage pour le service du jardin ;
Le bâtiment en aile droite renferme un escalier, une cuisine, une buanderie-laverie ;
Le bâtiment en aile gauche renferme une écurie, une remise, un water-closet, grenier au-dessus de cet étage ;
Le premier étage du bâtiment principal est distribué en trois chambres de maîtres, une lingerie, deux cabinets de toilette et un water-closet, grenier au-dessus de cet étage ;
Le bâtiment en aile à droite renferme, au premier étage, deux chambres et un cabinet de toilette ;
Celui en aile à gauche est distribué, au même étage, en deux chambres, dont une avec cabinet de toilette ;
Derrière le bâtiment, jardin planté à l'anglaise avec massifs d'arbustes, arbres à haute tige, pelouse gazonnée, allées sablées ;
Adossé au mur mitoyen de gauche, petit bâtiment à l'usage de bûcher et de cabinets d'aisance ;
Dans l'angle, au fond et du même côté, un hangar ou appentis en charpente, couvert en tuiles, de construction légère ;
Dans l'angle opposé, petite construction en partie en ruine, à l'usage de poulailler et devant laquelle est une cour séparée du jardin par une clôture en grillage sur bahut en maçonnerie ;
Le tout contenant environ 1 800 mètres superficiels, tient par devant à la rue Saint-Honoré [...] »